# Сисоват Монивонг
Сисова́т II Мониво́нг (кхмер. ព្រះបាទ ស៊ីសុវត្ថិ៍ មុនីវង្ស; 27 декабря 1875, Пномпень, Французский протекторат Камбоджа — 24 апреля 1941, Bokor Hill Station, Французский протекторат Камбоджа, Французский Индокитай) — камбоджийский государственный деятель; бывший наследный принц, а затем великий Король Камбоджи (1927—1941) из династии Сисоват.

## Биография

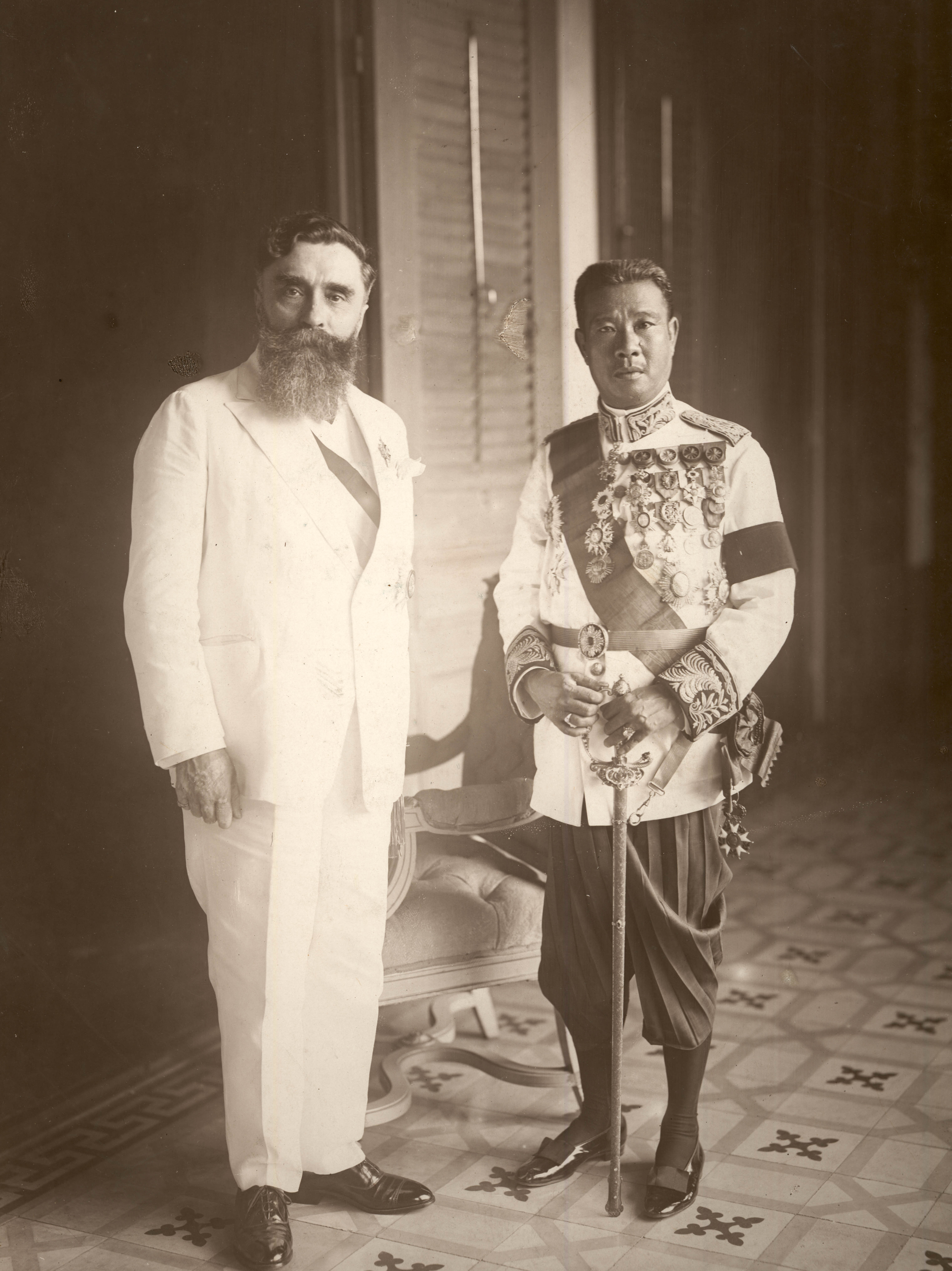
Король Камбоджи Сисоват Монивонг и Александр Варенн

Родился в Пномпене. Второй сын короля Сисовата I, Сисоват Монивонг получил начальное образование в столице Камбоджи, в школе École François Badoin.
В 1904 году, после смерти старшего брата, Сисоват Монивонг стал наследным принцем Камбоджи.
После смерти отца 9 мая 1927 года был избран Королём Камбоджи и короновался в сентябре того же года. Реальной властью не обладал, так как Камбоджа находилась под контролем Франции. Умер 24 апреля 1941 года в Пномпене.
Ему наследовал внук (он же внучатый двоюродный племянник), по линии дочери Сисоват Коссамак, Нородом Сианук.